# Мајкл Ендру
Мајкл Ендру (енгл. Michael Andrew; Абердин, 18. април 1999) амерички је пливач који се подједнако специјализирао за трке у све четири пливачке дисциплине. 

## Спортска каријера
Ендру је рођен у спортској породици јужноафричког порекла. Његови родитељи Питер и Тина доселили су се у Сједињене Државе током 1997, две године пре Мајкловог рођења. Четири године касније његови родитељи су се преселили у градић Лоренс у Канзасу где је Мајкл почео да тренира пливање као седмогодишњи дечак. 
Прве званичне наступе на међународној сцени Ендру је имао на митинзима светског купа у малим базенима у Пекингу и Сингапуру 2014, а пар месеци касније дебитовао је на светском јуниорском првенству у Сингапуру где је освојио чак 5 медаља, од чега једну златну у трци на 50 метара леђним стилом. Први велики успех у сениорској конкуренцији остварио је на светском првенству у канадском Виндзору 2016. на ком је освојио злато у трци на 100 мешовито и сребра у штафетама 4×50 слободно и 4×50 мешовито. На светском првенству за јуниоре у Индијанаполису 2017. освојио је три нове златне медаље у тркама на 50 метара слободним, делфин и леђним стилом, а том билансу додао је и две бронзе у обе појединачне спринтерске трке прсним стилом. Уједно је то било и његово последње такмичење у конкуренцији јуниора. 
Сениорску каријеру у великим базенима започео је освајањем две медаља (злато и бронза) на панпацифичком првенству у Токију 2018, сезону је наставио освајањем неколико златних медаља на такмичењима светског купа у малим базенима, да би годину завршио са освојених пет медаља (од чега четири златне) на светском првенству у малим базенима у Хангџоуу.
На светским првенствима у великим базенима дебитовао је у корејском Квангџуу 2019. где се такмичио у пет појединачних и једној штафетној трци. Од укупно 5 појединачних дисциплина у којима се такмичио, Ендру је у чак 4 дисциплине успео да се пласира у финала — 50 делфин (4), 50 леђно (5), 50 слободно (6) и 50 прсно (7. место). Једино је у трци на 100 прсно такмичење окончао на укупно 19. месту у квалификацијама. Ендру је пливао квалификациону трку штафете 4×100 мешовито која је у финалу освојила сребрну медаљу.